# Jumento paulista
Jumento paulista ou também conhecido como jumento brasileiro é um tipo de asno surgido no Brasil, na região sudeste do Brasil.

## História
Desde o descobrimento do Brasil, os portugueses trouxeram asnos que tiveram que se adaptar e sobreviver, desenvolvendo-se por séculos, resultado nos animais atuais. Surgiu à partir da necessidade de um animal de trabalho, forte, resistente e adaptado ao clima local. Embora de origem antiga e indefinida, existem especulações sobre sua origem. Especula-se que seja descendente dos jumentos egípcios e/ou de cruzamento entre as raças europeias italianas e andaluz e o asno africano. É utilizado para montaria, tração e animal de carga.

## Características
O jumento paulista é bastante parecido com o jumento pêga, tanto em termos de tamanho, como porte e aptidão para o trabalho. Seu peso varia de 300 a 350 quilos e com estatura média de 130 cm, sendo desejável mais. Seus membros, tantos os anteriores como os posteriores, são mais curtos e fortes que o do jumento pêga.

## Distribuição do plantel
A grande maioria dos animais estão concentrados no sudeste brasileiro, porém a raça existe em outras regiões do Brasil, em menor número.

## Utilidade
Além da já conhecida utilidade para montaria, tração e animal de carga, também pode ser utilizado para produção de muares de boa qualidade.

## Outras raças brasileiras de jumentos
1. ↑  Ltda., ITbold - Tecnologia e Sistemas. «Haras Tosana». www.tosana.com.br. Consultado em 27 de setembro de 2018
2. ↑  Rute (2 de maio de 2008). «Vida animal: Origem dos Jumentos.». Vida animal. Consultado em 27 de setembro de 2018
3. 1 2  Pontaweb. «Rural News ::::::». www.ruralnews.com.br. Consultado em 27 de setembro de 2018
4. 1 2  «Publicado on line em animal.unb.br em xx/09/2010. Jumentos no Brasil. Universidade Federal de Minas Gerais (UFMG), Belo Horizonte, MG. - PDF». docplayer.com.br. Consultado em 27 de setembro de 2018